# (16502) 1990 SB14
(16502) 1990 SB14 là một tiểu hành tinh vành đai chính. Nó được phát hiện bởi Henri Debehogne ở Đài thiên văn La Silla ở Chile ngày 23 tháng 9 năm 1990.